# Леб'язька сільська рада (Чугуївський район)
Леб'я́зька сільська́ ра́да — адміністративно-територіальна одиниця та орган місцевого самоврядування в Чугуївському районі Харківської області. Адміністративний центр — село Леб'яже.

## Загальні відомості
Леб'язька сільська рада утворена в 1917 році.
- Територія ради: 51,602 км²
- Населення ради: 1 914 особи (станом на 2001 рік)
- Територією ради протікає річка Сіверський Дінець.

## Населені пункти
Сільській раді підпорядковані населені пункти:
- с. Леб'яже
- с. Миколаївка
- с. Пушкарне
- с. Таганка

## Склад ради
Рада складалася з 16 депутатів та голови.
- Голова ради: Несміян Олександр Іванович
- Секретар ради: Дем'Янова Катерина Василівна

### Керівний склад попередніх скликань
| Прізвище, ім'я, по батькові       | Основні відомості                                                         | Дата обрання | Дата звільнення |
| --------------------------------- | ------------------------------------------------------------------------- | ------------ | --------------- |
| Нечепуренко Володимир Миколайович | Сільський голова, 1950 року народження, безпартійний                      | 26.03.2006   | 31.10.2010      |
| Несміян Олександр Іванович        | Сільський голова, 1966 року народження, освіта вища, член Партії регіонів | 31.10.2010   |                 |

Примітка: таблиця складена за даними сайту Верховної Ради України

### Депутати
За результатами місцевих виборів 2010 року депутатами ради стали:

#### За суб'єктами висування
| Суб'єкт висування                                       | Кількість обраних депутатів | %    |
| ------------------------------------------------------- | --------------------------- | ---- |
| Самовисування                                           | 5                           | 31,3 |
| Партія регіонів                                         | 4                           | 25   |
| Комуністична партія України                             | 3                           | 18,8 |
| Політична партія Всеукраїнське об'єднання «Батьківщина» | 3                           | 18,8 |
| Партія Пенсіонерів України                              | 1                           | 6,3  |

#### За округами
| № округу                                                | Прізвище, ім'я, по батькові      | Дата визнання обраним | Освіта             | Партійна приналежність                        | Відомості про обраного депутата                    |
| ------------------------------------------------------- | -------------------------------- | --------------------- | ------------------ | --------------------------------------------- | -------------------------------------------------- |
| Комуністична партія України                             |                                  |                       |                    |                                               |                                                    |
| 13                                                      | Гарбуз Зоя Олександрівна         | 02.11.2010            | вища               | член Комуністичної партії України             | ТОВ «Леб'язький цегельний завод», бухгалтер        |
| 14                                                      | Будник Тетяна Олександрівна      | 02.11.2010            | середня            | член Комуністичної партії України             | тимчасово не працює                                |
| 15                                                      | Пустовойченко Лариса Анатоліївна | 02.11.2010            | вища               | член Комуністичної партії України             | тимчасово не працює                                |
| Партія Пенсіонерів України                              |                                  |                       |                    |                                               |                                                    |
| 4                                                       | Колянда Віктор Андрійович        | 02.11.2010            | вища               | член Партії пенсіонерів України               | загальноосвітня школа I-III ст. с. Лебяже, вчитель |
| Партія регіонів                                         |                                  |                       |                    |                                               |                                                    |
| 1                                                       | Четверик Геннадій Васильович     | 02.11.2010            | середня спеціальна | член Партії регіонів                          | АФ «Базаліївський колос», начальник охорони        |
| 2                                                       | Дем'янова Катерина Василівна     | 02.11.2010            | вища               | член Партії регіонів                          | Леб'язька сільська рада, секретар                  |
| 12                                                      | Нестеренко Іван Іванович         | 02.11.2010            | середня            | член Партії регіонів                          | тимчасово не працює                                |
| 16                                                      | Гончарова Тетяна Олександрівна   | 02.11.2010            | середня            | член Партії регіонів                          | пенсіонер                                          |
| Політична партія Всеукраїнське об'єднання «Батьківщина» |                                  |                       |                    |                                               |                                                    |
| 5                                                       | Гусева Надія Іванівна            | 02.11.2010            | середня спеціальна | член Всеукраїнського об'єднання «Батьківщина» | Леб'язька амбулаторія ЗПСМ, молодша медсестра      |
| 6                                                       | Крутова Людмила Миколаївна       | 02.11.2010            | вища               | член Всеукраїнського об'єднання «Батьківщина» | загальноосвітня школа I-III ст. с. Лебяже, вчитель |
| 7                                                       | Лядов Віталій Юрійович           | 02.11.2010            | середня спеціальна | позапартійний                                 | Столярний цех, підприємець                         |
| Самовисування                                           |                                  |                       |                    |                                               |                                                    |
| 3                                                       | Іванько Галина Миколаївна        | 02.11.2010            | середня спеціальна | позапартійна                                  | Леб'язька амбулаторія ЗПСМ, акушерка               |
| 8                                                       | Семерникова Дарія Володимирівна  | 02.11.2010            | середня спеціальна | позапартійна                                  | тимчасово не працює                                |
| 9                                                       | Звірковська Тетяна Миколаївна    | 02.11.2010            | вища               | позапартійна                                  | Леб'язька сільська рада, головний бухгалтер        |
| 10                                                      | Божко Світлана Василівна         | 02.11.2010            | середня спеціальна | позапартійна                                  | ОСББ с. Лебяже, голова ОСББ                        |
| 11                                                      | Хрипко Ольга Михайлівна          | 02.11.2010            | середня спеціальна | позапартійна                                  | Леб'язька сільська рада, землевпорядник            |